# Walt Miller
Walter Philip Miller, detto Walt (Homestead, 30 luglio 1915 – Pittsburgh, 21 gennaio 2001), è stato un cestista e allenatore di pallacanestro statunitense, professionista nella NBL e nella BAA.